# Pângărați
Pângărați est une commune roumaine du județ de Neamț, dans la région historique de Moldavie et dans la région de développement du Nord-Est.

## Géographie
La commune de Pângărați est située à l'ouest du județ, dans la vallée de la Bistrița, entre les Monts Stânișoara au nord et les Monts Goșmanului au sud, à 15 km à l'est de Bicaz et à 13 km à l'ouest de Piatra Neamț, le chef-lieu du județ.
La municipalité est composée des six villages suivants (population en 1992) :
- Oanțu (1 009) ;
- Pângărați (687), siège de la municipalité ;
- Pângărăcior (1 443) ;
- Poiana (477) ;
- Preluca (438) ;
- Stejaru (1 053).

## Politique
Le Conseil Municipal de Pângărați compte 15 sièges de conseillers municipaux. À l'issue des élections municipales de juin 2008, Petru Lungu-Bordea (Parti de la nouvelle génération - Chrétien-démocrate) a été élu maire de la commune.
| Parti                                                | Nombre de conseillers |
| ---------------------------------------------------- | --------------------- |
| Parti démocrate-libéral (PD-L)                       | 6                     |
| Parti de la nouvelle génération - Chrétien-démocrate | 5                     |
| Parti social-démocrate (PSD)                         | 1                     |
| Parti national libéral (PNL)                         | 1                     |
| Parti conservateur                                   | 1                     |
| Candidat indépendant                                 | 1                     |

## Religions
En 2002, la composition religieuse de la commune était la suivante :
- Chrétiens orthodoxes, 97,55 % ;
- Adventistes du septième jour, 1,26 %.

## Démographie
En 2002, la commune comptait 5 183 Roumains (99,69 %). On comptait à cette date 1 717 ménages et 1 813 logements.
| 1992  | 2002  | 2007  |
| ----- | ----- | ----- |
| 5 106 | 5 199 | 5 388 |

## Économie
L'économie de la commune repose sur l'élevage et l'exploitation des forêts. Une centrale hydro-électrique est en service sur la Bistrița.

## Communications

### Routes
La commune est située sur la route nationale DN15 qui relie Piatra Neamț avec Bicaz et le județ de Harghita.

### Voies ferrées
Pângărați est desservie par la ligne de chemin de fer Bicaz-Piatra Neamț-Bacău.

## Lieux et monuments
- Pângărați, monastère orthodoxe Saint Dimitri fondé en 1560. Fresques remarquables[7].

- Lac Vaduri et lac Pângărați.